# 1202
1202 (MCCII) a fost un an obișnuit al calendarului iulian.

## Evenimente
- 20 mai: Cutremur de pământ în Siria.
- 1 octombrie: Începe Cruciada a patra, prin semnarea unui acord la Veneția; dogele Enrico Dandolo oferă flota venețiană pentru participanții la cruciadă.
- 11 noiembrie: Începe asedierea Zarei de către participanții la Cruciada a patra.
- 23 noiembrie: Cruciații cuceresc Zara, care revine Veneției. Ca urmare a atacării unui teritoriu creștin, papa Inocențiu al III-lea condamnă acțiunea și îi excomunică pe cruciați.
- Al-Kamel, viceregele ayyubit al Egiptului încheie un acord comercial cu Veneția.
- Alexios (viitorul Alexios al IV-lea Anghelos), pretendent la tronul Bizanțului, solicită sprijinul cruciaților.
- Cneazul Vukan al Serbiei recunoaște supremația Romei.
- Conducătorul mongolilor Genghis Han zdrobește tribul tătarilor.
- Fondarea, la Roma, a Ordinului gladiferilor, din inițiativa lui Meinhard, călugăr cistercian.
- Prima emitere a groșilor de argint, la Veneția.

## Arte, științe, literatură și filozofie
- Începe construirea mănăstirii Nașterii Fecioarei, la Vladimir, în Rusia.
- Leonardo Fibonacci publică Liber Abaci

## Înscăunări
- 8 martie: Haakon al III-lea (Håkon Sverreson), rege al Norvegiei (1202-1204)
- 12 noiembrie: Valdemar al II-lea (cel Victorios), rege al Danemarcei (1202-1241)

## Nașteri
- Margareta a II-a de Flandra, contesă de Flandra (1244-1278) și contesă de Hainaut (1244-1253 și 1257-1280), (d. 1280)
- Qin Jushao, matematician chinez (d. 1261)

## Decese
- 8 martie: Sverre Sigurdsson, rege al Norvegiei (n. ?)
- 13 martie: Mieszko al III-lea, duce al Poloniei (n. 1121)
- 30 martie: Gioacchino da Fiore, mistic italian (n. 1130)
- 12 noiembrie: Canut al VI-lea, rege al Danemarcei (n. 1163)

- Alain de Lille, teolog și poet francez (n. 1128)
- Conrad de Urslingen, duce de Spoleto (1183 - 1190 și 1195 - 1198), (n. ?)
- Guillaume cu Mâinile Albe (n. Guillaume de Blois), cardinal francez (n. 1135)